# Übergangsregierung Kirgisistans
Die Kirgisische Übergangsregierung unter Rosa Otunbajewa trat ihr Amt im April 2010 nach der Absetzung des Präsidenten Kurmanbek Bakijew mit dem erklärten Ziel an, Kirgisien in eine parlamentarische Republik umzuwandeln. Diese Umwandlung war mit dem positiven Ergebnis des Verfassungsreferendums im Juni erfolgreich. Nach diesem kam es zur Durchführung der Parlamentswahl im Oktober und schließlich zur Machtübergabe an die in der Folge gebildete neue Regierung unter Almasbek Atambajew im Dezember.

## Ausgangssituation
Die Krise wurde durch Unzufriedenheit wegen Korruption, steigender Preise und fehlender Strategien der Regierung, mit den Folgen der Wirtschaftskrise umzugehen, ausgelöst. Ein Drittel der 5,3 Millionen Einwohner Kirgisistan lebt unter der Armutsgrenze.
Durch die Wirtschaftskrise verschärften sich die Probleme durch die verminderten Überweisungen kirgisischer Arbeiter aus Russland die im Jahr 2008 rund 22 Prozent des Bruttoinlandsproduktes ausmachten und im darauffolgenden Jahr um 21 Prozent zurückgingen.
Auch führen Schmugglerrouten für den lukrativen Handel mit afghanischem Rauschgift durch die Region.
Sowohl die USA als auch Russland unterhalten jeweils eine Militärbasis in Kirgisistan. Beide liegen im Norden, in der Nähe der Hauptstadt Bischkek.

## Mitglieder

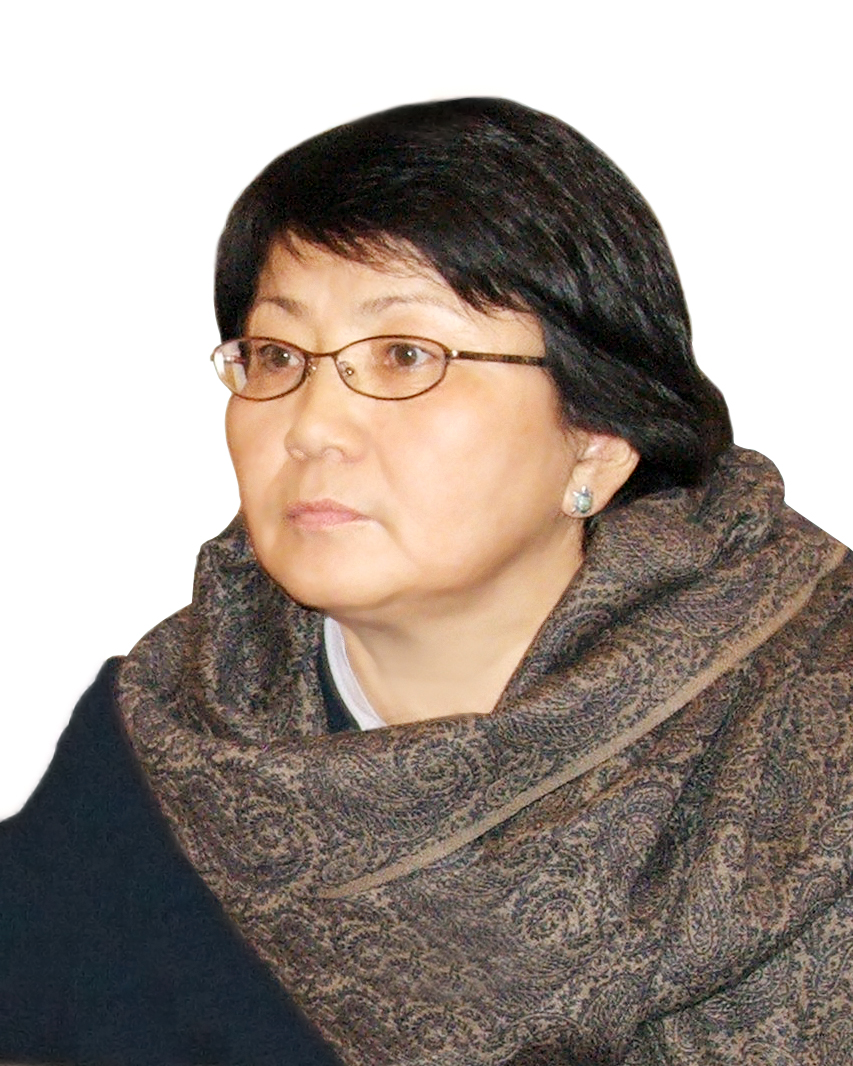
Rosa Otunbajewa

- Übergangspräsidentin: Rosa Otunbajewa
- Vizepräsident und Wirtschaftsminister: Almasbek Atambajew
- Finanzminister: Temir Sarijew[4]
- Beauftragter für Verfassungsreformen: Omurbek Tekebajew[5]
- Oberster Staatsanwalt: Azimbek Beknazarow[6]
- Innenminister: Bolot Schernijasow[7]
- Gesundheitsminister: Damira Nijasaljewa[8]
- Sicherheits-/ bzw. Geheimdienstchef: Kengeschbek Duischöbajew[9]
- Arbeitsministerin: Aigul Riskulowa[10]

## Tätigkeiten

### Machtübernahme

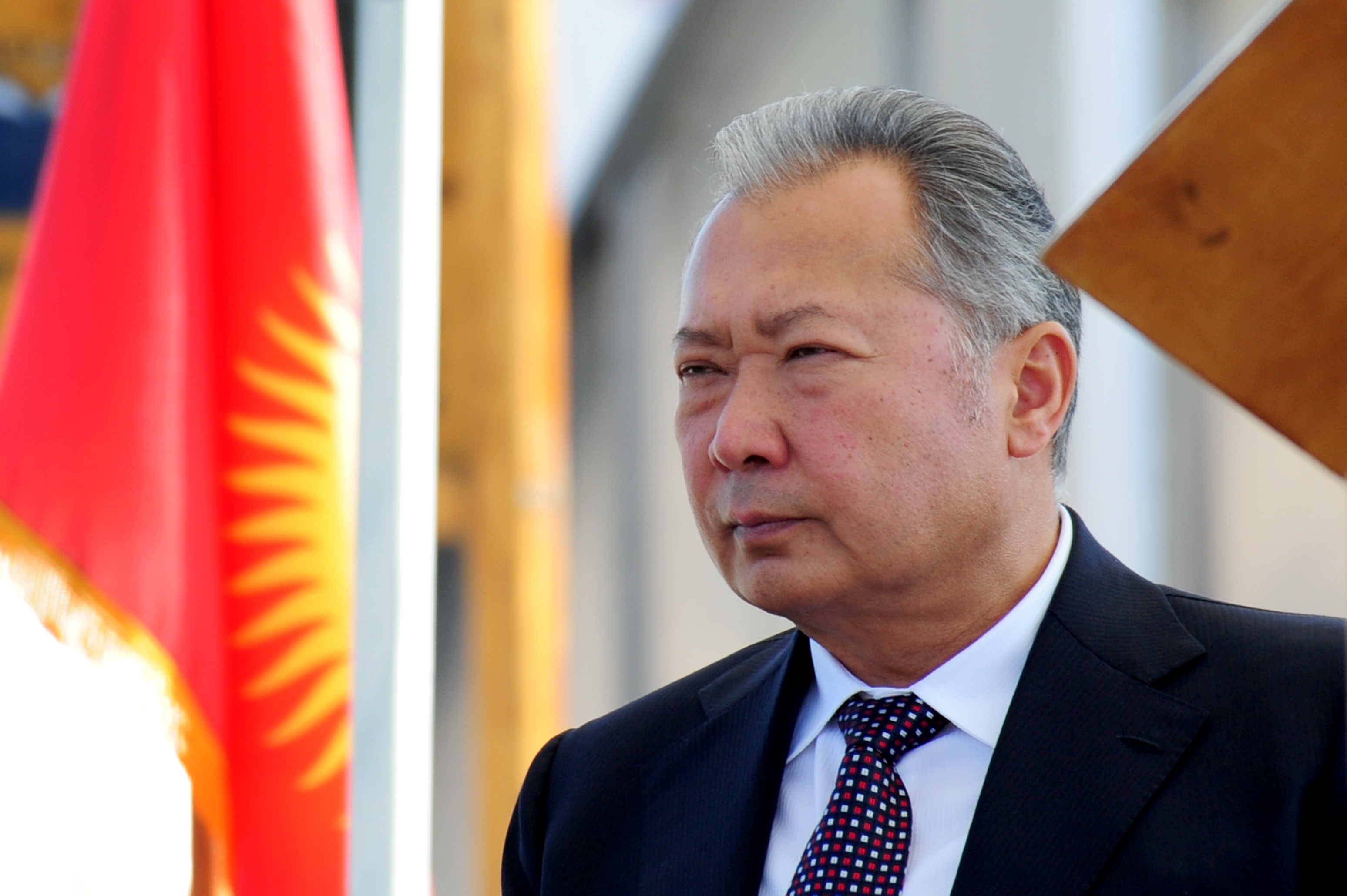
Kurmanbek Bakijew

Bei Demonstrationen gegen die Regierung wurden im April Dutzende Menschen getötet. Der Vorsitzende der Sozialdemokratischen Partei Kirgisistans, Almasbek Atambajew, und weitere Oppositionelle wurden festgenommen. Gleichzeitig verhängte der damalige Präsident Bakijew in Bischkek sowie im Norden des Landes den Ausnahmezustand und eine nächtliche Ausgangssperre.
Die Opposition verkündete am 7. April den Sturz der Regierung und die Einrichtung einer Übergangsregierung unter der Ex-Außenministerin Rosa Otunbajewa. Präsident Bakijew weigerte sich zunächst zurückzutreten und flüchtete in die Stadt Dschalal-Abad, seine Heimatstadt, im Süden des Landes. Eine Woche nach dem Aufstand in Kirgisistan erklärte Bakijew jedoch seinen Rücktritt und setzte sich ins benachbarte Kasachstan und schließlich nach Belarus ab. Er selbst und Mitglieder seiner Familie werden wegen Mordes an 87 Demonstranten mit internationalem Haftbefehl gesucht.
Schon am 20. April starben in dem Ort Majewka im Norden der Hauptstadt Bischkek bei Auseinandersetzungen mit Jugendlichen, die Grund und Boden unter ihre Kontrolle bringen wollten, mindestens fünf Menschen und 30 weitere wurden verletzt.
Im Mai kämpften in Dschalal-Abad Bakijew-Anhänger mit ansässigen Usbeken.

### Die Unruhen in Südkirgisistan
In der Nacht zum 11. Juni eskalierte die Situation im Süden Kirgisistans. Die Stadt Osch wurde zum Schauplatz von gewalttätigen Ausschreitungen zwischen Kirgisen und der usbekischen Minderheit, bei denen mehrere hundert Menschen den Tod fanden und tausende Menschen verletzt wurden. Brandstifter steckten zahlreiche von Usbeken bewohnte Gebäude in Brand und es kam zu Plünderungen. Die UNO-Menschenrechtskommissarin Navi Pillay berichtete, dass die ersten Angriffe abgestimmt, gezielt und gut geplant stattfanden.
Angehörige der usbekischen Minderheit verschanzten sich in ihren Wohnvierteln oder flüchteten nach Usbekistan. Die Regierung bat Russland um militärische Hilfe. Russland lehnte dies mit dem Argument ab, es handle sich um eine interne Angelegenheit.
Über das Wochenende weiteten sich die Kämpfe auf Dschalal-Abad aus. Das usbekische Katastrophenministerium sprach von 75.000 Grenzübertritten von Erwachsenen in der Region Andijon und schloss in weiterer Folge die Grenzen. In Kirgisistan selbst waren 400.000 Menschen auf der Flucht. Am Sonntag den 13. Juni erklärte die Regierung, dass sie die Situation nicht mehr unter Kontrolle habe. Sie verdächtigt den Ex-Präsidenten Bakijew und dessen Familie, die am 27. Juni geplante Volksabstimmung über eine neue Verfassung verhindern zu wollen. Dieser wies die Vorwürfe kategorisch von sich.
In der Nacht auf den 15. Juni beruhigte sich die Situation weitgehend. Laut der kirgisischen Regierung konnten Hilfsgüter verteilt werden.
Am 20. August griffen aufgebrachte Demonstranten in Osch Arbeitsministerin Aigul Riskulowa an. Auslöser waren Gerüchte über einen erzwungenen Rücktritt des örtlichen Bürgermeisters, Melis Mirsachmatow. Die Ministerin konnte mit ihrem Auto entkommen.

### Verfassungsreferendum
Am 27. Juni 2010 fand ein Verfassungsreferendum statt. Die Kirgisen stimmten mit einer Mehrheit von über 90 Prozent zugunsten einer Verfassungsänderung ab, in der das bisherige präsidiale System in eine parlamentarische Republik umgewandelt werden sollte. Außerdem wurden die Übergangsregierung in ihrem Amt bestätigt und Parlamentswahlen für Oktober 2010 festgesetzt.

### Parlamentswahl
Am 10. Oktober 2010 fand die Parlamentswahl statt, die durch das Verfassungsreferendum im Juni nötig wurde. Im Ergebnis kam es zu einer Koalitionsregierung unter Almasbek Atambajew, die die Übergangsregierung ablöste.